# Cleophas Mutjavikua
Cleophas Mutjavikua (* 13. September 1963 in Okakarara, Südwestafrika; † 3. Januar 2021) war ein namibischer Politiker und von 2010 bis 2020 Gouverneur der Region Erongo.
Mutjavikua hat einen Master in Öffentlicher Verwaltung der Universität von Namibia und des Instituts für Sozialstudien in Den Haag (Niederlande). Zuvor erhielt er Abschlüsse in Industriellen Beziehungen (Diplom) an der Universität Stellenbosch (Südafrika). Zudem hielt Mutjavikua einen LLM der University of London (Vereinigtes Königreich).
Seine berufliche Laufbahn begann Mutjavikua als Hilfslehrer, Bergarbeiter und später Sekretär der Mine Workers Union of Namibia (MUN). Es folgten Stationen als Industrieberater und Human-Resource-Manager bei der Stadtverwaltung Windhoek. Als Schatzmeister der National Union of Namibian Workers war Mutjavikua im Gewerkschaftsbund aktiv. 
Später wechselte er in die staatliche Verwaltung und war Vorsitzender des Meat Board of Namibia und des Agricultural Control Board, ehe Mutjavikua in die Privatwirtschaft, u. a. zu Sanlam, ging. 
Mutjavikua starb an den Folgen einer COVID-19-Erkrankung. Er wurde im Rahmen eines offiziellen Begräbnisses beigesetzt.